# Voldoende redenen
Voldoende redenen is een hoorspel van Rodney Wingfield. Adequate Reasons werd op 21 juli 1971 door de BBC uitgezonden. Manuel Straub vertaalde het en de TROS zond het uit op woensdag 30 april 1975 (met een herhaling op maandag 20 augustus 1979). De regisseur was Rob Geraerds. Het hoorspel duurde 53 minuten.

## Rolbezetting
- Paul van der Lek (David Hallet)
- IJda Andrea (Clare Hallet)
- Hans Tiemeijer (inspecteur Nuttall)
- Huib Orizand (rechercheur Dalton)
- Willy Ruys (commissaris van politie)
- Maarten Kapteijn (Jordan)
- Johan te Slaa (lijkschouwer)
- Jan Borkus (John Forester)
- Frans Somers (dokter)
- Frans Kokshoorn (bankbediende)

## Inhoud
David Hallet wordt ‘s nachts door de politie tegengehouden. Zijn vierjarig zoontje is ontvoerd geworden. Inspecteur Nuttall en rechercheur Dalton doorzoeken Hallets huis naar sporen en gaan samen met het echtpaar naar de kamer van de dochter die een jaar geleden gestorven is. Het onderzoek levert niets op, tot een afperser zich bij Hallet meldt. Dan wordt de jongen in het bos gevonden, dood. Alle schijnbare aanknopingspunten brengen hen op een dwaalspoor...